# Agathosma serratifolia
Agathosma serratifolia är en vinruteväxtart som först beskrevs av William Curtis, och fick sitt nu gällande namn av Spreeth. Agathosma serratifolia ingår i släktet Agathosma och familjen vinruteväxter. Inga underarter finns listade i Catalogue of Life.